# 김덕배
김덕배(金德培, 1954년 12월 17일~)는 대한민국의 정치인이다. 제16대 국회의원을 지냈다.

## 학력
- 경동고등학교 졸업
- 성균관대학교 이공대학 이학부 물리학 학사

## 경력
- 한국JC 제41대 중앙회장
- 대한민국 ROTC 예비역장교회 부회장
- 민주평화통일자문회의 자문위원
- (주) 다원 회장
- 새정치국민회의 창당준비위원
- 한국신체장애인복지회 고양시지회 고문
- 한국장애인역도연맹 회장
- 고양시 수영연맹 상임고문
- 한국 보이스카웃연맹 장학위원
- 제3대 경기도 정무부지사
- 경기도 중소기업진흥재단 이사
- 평화복지재단 자문위원
- 서영훈 새천년민주당 대표 비서실장
- 새천년민주당 조직위원장
- 한국가톨릭실업인회 부회장
- 청소년폭력예방재단 이사
- 경기북부 기독교총연합회 자문위원
- 고양시 태권도협회 고문
- 경기도 외국인투자유치 자문관
- 제13대 연청 중앙회장
- 제4대 대통령직속 중소기업특별위원회 위원장 (국민의 정부)
- 제16대 국회의원
- 열린우리당 원내수석부대표
- 제20대 국회의장 비서실장
- 철원사랑농원 농업법인 주식회사 대표

## 역대 선거 결과
|  | 29.23% |

|  | 48.36% |

## 같이 보기
- 고양시 일산구 을
- 고양시 일산구의 국회의원
- 경기도 부지사
- 대한민국의 국회의장비서실장